# Prêmio Saturno de 2017
O Prêmio Saturno 2017, em homenagem ao melhor da ficção científica, fantasia, horror e outros gêneros no cinema, televisão em 2016 e início de 2017, será realizada em 28 de junho de 2017, em Burbank, Califórnia. Os prêmios serão apresentados pela Academia de Ficção Científica, Fantasia e Filmes de Terror. Uma nova categoria para televisão, Melhor Série Animada ou Filme na Televisão, foi introduzida.
Star Wars liderou as indicações pelo segundo ano consecutivo, com Rogue One: A Star Wars Story ganhando onze indicações; Ele foi seguido pelo The BFG e Doctor Strange com dez, Capitão América: Guerra Civil com oito e Fantastic Beasts and Where to Find Them com sete. Na televisão, The Walking Dead levou as indicações para o terceiro ano consecutivo com sete, seguido pelo recém-chegado Westworld com seis. O compositor Michael Giacchino e a figurinista Colleen Atwood ganharam duas indicações individuais.
As nomeações foram anunciadas em 2 de março de 2017.

## Cinema
| Melhor Filme de Ficção Científica - Rogue One: A Star Wars Story - Arrival - Independence Day: Resurgence - Midnight Special - Passengers - Star Trek Beyond | Melhor Filme de Fantasia - The BFG - Fantastic Beasts and Where to Find Them - Ghostbusters - The Jungle Book - Miss Peregrine's Home for Peculiar Children - A Monster Calls - Pete's Dragon |
| Melhor Filme de Terror - Don't Breathe - The Autopsy of Jane Doe - The Conjuring 2 - Demon - Ouija: Origin of Evil - Train to Busan - The Witch | Melhor Filme Thriller - 10 Cloverfield Lane - The Accountant - The Girl on the Train - Hell or High Water - Jason Bourne - The Shallows - Split |
| Melhor Filme de Ação/Aventura - Hidden Figures - Allied - Gold - Hacksaw Ridge - The Legend of Tarzan - The Magnificent Seven - The Nice Guys | Melhor Filme Internacional - The Handmaiden - Elle - In Order of Disappearance - The Mermaid - Shin Godzilla - Under the Shadow |
| Melhor Filme baseado em história em quadrinhos - Doctor Strange - Batman v Superman: Dawn of Justice - Captain America: Civil War - Deadpool - Suicide Squad - X-Men: Apocalypse | Melhor Filme de Animação - Finding Dory - Kingsglaive: Final Fantasy XV - Moana - Sing - Trolls - Zootopia |
| Melhor Diretor - Gareth Edwards – Rogue One: A Star Wars Story - Jon Favreau – The Jungle Book - Bryan Singer – X-Men: Apocalypse - Scott Derrickson – Doctor Strange - Denis Villeneuve – Arrival - Steven Spielberg – The BFG - Anthony Russo e Joe Russo – Captain America: Civil War | Melhor Roteiro - Eric Heisserer – Arrival - Taylor Sheridan – Hell or High Water - Melissa Mathison – The BFG - Chris Weitz e Tony Gilroy – Rogue One: A Star Wars Story - Rhett Reese e Paul Wernick – Deadpool - Jon Spaihts, Scott Derrickson e C. Robert Cargill – Doctor Strange |
| Melhor Ator em Cinema - Ryan Reynolds como Wade Wilson / Deadpool – Deadpool - Chris Pine como Capitão James T. Kirk – Star Trek Beyond - Chris Pratt como Jim Preston – Passengers - Chris Evans como Steve Rogers / Capitão América – Captain America: Civil War - Mark Rylance como The BFG – The BFG - Matthew McConaughey como Kenny Wells – Gold - Benedict Cumberbatch como Stephen Strange / Doutor Estranho – Doctor Strange | Melhor Atriz em Cinema - Mary Elizabeth Winstead como Michelle – 10 Cloverfield Lane - Jennifer Lawrence como Aurora Lane – Passengers - Taraji P. Henson como Katherine Johnson – Hidden Figures - Felicity Jones como Jyn Erso – Rogue One: A Star Wars Story - Emily Blunt como Rachel Watson – The Girl on the Train - Amy Adams como Louise Banks – Arrival - Narges Rashidi como Shideh – Under the Shadow |
| Melhor Ator Coadjuvante em Cinema - John Goodman como Howard Stambler – 10 Cloverfield Lane - Dan Fogler como Jacob Kowalski – Fantastic Beasts and Where to Find Them - Diego Luna como Cassian Andor – Rogue One: A Star Wars Story - Zachary Quinto como Spock – Star Trek Beyond - Christopher Walken como Rei Louie – The Jungle Book - Chadwick Boseman como T'Challa / Pantera Negra – Captain America: Civil War              | Melhor Atriz Coadjuvante em Cinema - Tilda Swinton como Anciã – Doctor Strange - Betty Buckley como Drª. Karen Fletcher – Split - Margot Robbie como Harleen Quinzel / Harley Quinn – Suicide Squad - Kate McKinnon como Dr. Jillian "Holtz" Holtzmann – Ghostbusters - Scarlett Johansson como Natasha Romanoff / Viúva Negra – Captain America: Civil War - Bryce Dallas Howard como Kay – Gold                |
| Melhor Performance de ator/atriz jovem - Tom Holland como Peter Parker / Homem-Aranha – Captain America: Civil War - Neel Sethi como Mowgli – The Jungle Book - Ruby Barnhill como Sophie – The BFG - Julian Dennison como Ricky – Hunt for the Wilderpeople - Anya Taylor-Joy como Thomasin – The Witch - Lewis MacDougall como Conor O'Malley – A Monster Calls                                                                     | Melhor Trilha Sonora - La La Land – Justin Hurwitz - Fantastic Beasts and Where to Find Them – James Newton Howard - The BFG – John Williams - Doctor Strange – Michael Giacchino - Passengers – Thomas Newman - Rogue One: A Star Wars Story – Michael Giacchino |
| Melhor Edição - The BFG – Michael Kahn - 10 Cloverfield Lane – Stefan Grube - Arrival – Joe Walker - Captain America: Civil War – Jeffrey Ford e Matthew Schmidt - The Jungle Book – Mark Livolsi - Rogue One: A Star Wars Story – John Gilroy, Colin Goudie, e Jabez Olssen | Melhor Design de Produção - The BFG – Rick Carter e Robert Stromberg - Fantastic Beasts and Where to Find Them – Stuart Craig - Captain America: Civil War – Owen Paterson - Doctor Strange – Charles Woods - Passengers – Guy Hendrix Dyas - Rogue One: A Star Wars Story – Doug Chiang e Neil Lamont |
| Melhor Figurino - Fantastic Beasts and Where to Find Them – Colleen Atwood - Alice Through the Looking Glass – Colleen Atwood - The BFG – Joanna Johnston - Doctor Strange – Alexandra Byrne - The Handmaiden – Sang-gyeong Jo - Rogue One: A Star Wars Story – David Crossman e Glyn Dillon | Melhor Maquiagem - Star Trek Beyond – Joel Harlow e Monica Huppert - Fantastic Beasts and Where to Find Them – Nick Knowles - Doctor Strange – Jeremy Woodhead - Rogue One: A Star Wars Story – Amy Byrne - Suicide Squad – Allan Apone, Jo-Ann MacNeil, e Marta Roggero - X-Men: Apocalypse – Charles Carter, Rita Ciccozzi, e Rosalina Da Silva                                                                |
| Melhores Efeitos Especiais - Rogue One: A Star Wars Story – John Knoll, Mohen Leo, Hal Hickel e Neil Corbould - Fantastic Beasts and Where to Find Them – Tim Burke, Christian Manz, David Watkins - Arrival – Louis Morin e Ryal Cosgrove - The BFG – Joe Letteri e Joel Whist - Doctor Strange – Stephane Ceretti, Richard Bluff, Vincent Cirelli - The Jungle Book – Robert Legato, Adam Valdez, Andrew R. Jones, e Dan Lemmon     | Melhor Filme Independente - La La Land - Eye in the Sky - Hunt for the Wilderpeople - Lion - The Ones Below - Remember |

## Televisão
| Melhor Série de Ficção Científica - Westworld - The 100 - Colony - The Expanse - Falling Water - Incorporated - Timeless | Melhor Série de Fantasia - Outlander - Game of Thrones - Beyond - The Good Place - Lucifer - The Magicians - Preacher |
| Melhor Série de Terror - The Walking Dead - American Horror Story: Roanoke - Ash vs Evil Dead - The Exorcist - Fear the Walking Dead - Teen Wolf - The Vampire Diaries | Melhor Série de Ação ou Thriller - Riverdale - Animal Kingdom - Bates Motel - Designated Survivor - The Librarians - Mr. Robot - Underground |
| Melhor Série de Super-Herói Adaptada - Supergirl - Arrow - The Flash - Gotham - Legion - Marvel's Agents of S.H.I.E.L.D. | Melhor Série Estreante - Stranger Things (Empate) - Marvel's Luke Cage (Empate) - Bosch - Daredevil - The Man in the High Castle - A Series of Unfortunate Events |
| Melhor Série ou Filme de Animação - Star Wars Rebels - BoJack Horseman - Family Guy - The Little Prince - The Simpsons - Trollhunters | Melhor Apresentação de Televisão - 11.22.63 - Channel Zero - Doctor Who: "The Return of Doctor Mysterio" - Mars - The Night Manager - Rats |
| Melhor Ator em Série de Televisão - Andrew Lincoln como Rick Grimes – The Walking Dead - Charlie Cox como Matt Murdock / Demolidor – Daredevil - Mike Colter como Luke Cage – Marvel's Luke Cage - Grant Gustin como Barry Allen / Flash – The Flash - Sam Heughan como James "Jamie" Fraser – Outlander - Bruce Campbell como Ash Williams – Ash vs Evil Dead - Freddie Highmore como Norman Bates – Bates Motel | Mehor Atriz em Série de Televisão - Melissa Benoist como Kara Zor-El / Kara Danvers / Supergirl – Supergirl - Sarah Paulson como Audrey Tindall, Lana Winters e Shelby Miller – American Horror Story: Roanoke - Caitriona Balfe como Claire Fraser – Outlander - Winona Ryder como Joyce Byers – Stranger Things - Lena Headey como Cersei Lannister – Game of Thrones - Vera Farmiga como Norma Bates – Bates Motel - Kim Dickens como Madison Clark – Fear the Walking Dead |
| Melhor Ator Coadjuvante em Série de Televisão - Ed Harris como Homem de Preto – Westworld - Lee Majors como Brock Williams – Ash vs Evil Dead - Kit Harington como Jon Snow – Game of Thrones - Linden Ashby como Sheriff Stilinski – Teen Wolf - Jeffrey Wright como Bernard Lowe – Westworld - Mehcad Brooks como James Olsen / Guardian – Supergirl - Norman Reedus como Daryl Dixon – The Walking Dead        | Melhor Atriz Coadjuvante em Série de Televisão - Candice Patton como Iris West – The Flash - Kathy Bates como Agnes Mary Winstead e Thomasin White – American Horror Story: Roanoke - Adina Porter como Lee Harris – American Horror Story: Roanoke - Danai Gurira como Michonne – The Walking Dead - Melissa McBride como Carol Peletier – The Walking Dead - Thandiwe Newton como Maeve Millay – Westworld - Evan Rachel Wood como Dolores Abernathy – Westworld             |
| Melhor Participação Especial em Série de Televisão - Jeffrey Dean Morgan como Negan – The Walking Dead - Dominique Pinon como Master Raymond – Outlander - Anthony Hopkins como Robert Ford – Westworld - Tyler Hoechlin como Kal-El / Clark Kent / Superman – Supergirl - Leslie Jordan como Ashley Gilbert – American Horror Story: Roanoke - Ian Bohen como Peter Hale – Teen Wolf                             | Melhor Performance de ator/atriz jovem em Série de Televisão - Millie Bobby Brown como Onze – Stranger Things - KJ Apa como Archie Andrews – Riverdale - Max Charles como Zach Goodweather – The Strain - Chandler Riggs como Carl Grimes – The Walking Dead - Alycia Debnam-Carey como Alicia Clark – Fear the Walking Dead - Lorenzo James Henrie como Chris Manawa – Fear the Walking Dead                                                                                  |

## Múltiplas nomeações

### Filmes
| Nomeações | Filmes                                  |
| --------- | --------------------------------------- |
| 11        | Rogue One: A Star Wars Story            |
| 10        | Doctor Strange                          |
| 10        | The BFG                                 |
| 8         | Captain America: Civil War              |
| 7         | Fantastic Beasts and Where to Find Them |
| 6         | Arrival                                 |
| 6         | The Jungle Book                         |
| 5         | Passengers                              |
| 4         | 10 Cloverfield Lane                     |
| 4         | Star Trek Beyond                        |
| 3         | Deadpool                                |
| 3         | Gold                                    |
| 3         | Suicide Squad                           |
| 3         | X-Men: Apocalypse                       |
| 2         | Ghostbusters                            |
| 2         | The Girl on the Train                   |
| 2         | The Handmaiden                          |
| 2         | Hell or High Water                      |
| 2         | Hidden Figures                          |
| 2         | Hunt for the Wilderpeople               |
| 2         | La La Land                              |
| 2         | A Monster Calls                         |
| 2         | Split                                   |
| 2         | Under the Shadow                        |
| 2         | The Witch                               |

### Televisão
| Nomeações | Séries                         |
| --------- | ------------------------------ |
| 7         | The Walking Dead               |
| 6         | Westworld                      |
| 5         | American Horror Story: Roanoke |
| 4         | Fear the Walking Dead          |
| 4         | Outlander                      |
| 4         | Supergirl                      |
| 3         | Game of Thrones                |
| 3         | Ash vs Evil Dead               |
| 3         | Bates Motel                    |
| 3         | The Flash                      |
| 3         | Stranger Things                |
| 3         | Teen Wolf                      |
| 2         | Daredevil                      |
| 2         | Marvel's Luke Cage             |
| 2         | Riverdale                      |